# 2010年冬季奥林匹克运动会自由式滑雪比赛
2010年冬季奧林匹克運動會的自由式滑雪比賽由2月13日至25日在賽普拉斯山滑雪場舉行，共會頒發6枚金牌。

## 参赛资格
- 最多共有180名运动员参加比赛，其中空中技巧男女各25人，雪上技巧男女各30人，障碍赛男女各35人，每个奥委会不超过18人（同一性别最多10人），同一奥委会每个单项中不超过4人。
- 在国际滑雪世界杯中排前30的运动员可获资格，且需要至少100分的积分。
- 东道主加拿大在所有项目中都至少拥有1个名额
- 名额将依据世界排名分配。若一个奥委会参赛名额已达上限，则由后面的运动员递补。[1]

## 各國獎牌榜
| 排名 | 国家／地区    | 金牌 | 银牌 | 铜牌 | 總數 |
| ---- | ------------- | ---- | ---- | ---- | ---- |
| 1    | 加拿大（CAN） | 2    | 1    | 0    | 3    |
| 2    | （AUS）       | 1    | 1    | 0    | 2    |
| 3    | 美国（USA）   | 1    | 0    | 2    | 3    |
| 4    | 瑞士（SUI）   | 1    | 0    | 0    | 1    |
| 5    | 挪威（NOR）   | 0    | 1    | 1    | 2    |
| 6    | 奥地利（AUT） | 0    | 1    | 0    | 1    |
| 7    | 中国（CHN）   | 0    | 0    | 2    | 2    |
| 8    | 法国（FRA）   | 0    | 0    | 1    | 1    |

## 各項成績

### 男子
| 項目             | 金牌                            | 金牌                          | 银牌                            | 银牌                            | 铜牌                       | 铜牌                       |
| 空中技巧（詳細） | 格里辛 · 白俄罗斯（BLR）        | 248.41                        | 賈特·彼德森 · 美国（USA）       | 247.21                          | 劉忠慶 · 中国（CHN）       | 242.53                     |
| 雪上技巧（詳細） | 亚历山大·比洛多 · 加拿大（CAN） | 26.75                         | 戴尔·贝格-史密斯 · （AUS）      | 26.58                           | 拜恩·威爾遜 · 美国（USA）  | 26.08                      |
| 障碍赛（詳細）   | 米夏埃尔·施密德 · 瑞士（SUI）   | 米夏埃尔·施密德 · 瑞士（SUI） | 安德烈亚斯·马特 · 奥地利（AUT） | 安德烈亚斯·马特 · 奥地利（AUT） | 格罗恩沃尔德 · 挪威（NOR） | 格罗恩沃尔德 · 挪威（NOR） |

### 女子
| 項目             | 金牌                          | 金牌                          | 银牌                        | 银牌                 | 铜牌                        | 铜牌                        |
| 空中技巧（詳細） | 莉迪娅·拉西拉 · （AUS）       | 214.74                        | 李妮娜 · 中国（CHN）        | 207.23               | 郭心心 · 中国（CHN）        | 205.22                      |
| 雪上技巧（詳細） | 汉娜·卡尼 · 美国（USA）       | 26.63                         | 珍妮弗·海尔 · 加拿大（CAN） | 25.69                | 香侬-巴尔克 · 美国（USA）   | 25.43                       |
| 障碍赛（詳細）   | 阿什莉·麦基弗 · 加拿大（CAN） | 阿什莉·麦基弗 · 加拿大（CAN） | 波恩特 · 挪威（NOR）        | 波恩特 · 挪威（NOR） | 玛丽昂·若斯朗 · 法国（FRA） | 玛丽昂·若斯朗 · 法国（FRA） |

## 外部連結
- 本屆奧運自由式滑雪比賽時間表（页面存档备份，存于）
- 国际滑雪联合会官方网站（英文）（页面存档备份，存于）
- 2010年冬季奥林匹克运动会官方网站（英文）（页面存档备份，存于）
- 国际奥委会官方网站